# Spanyolország az 1998. évi téli olimpiai játékokon
Spanyolország a japán Naganóban megrendezett 1998. évi téli olimpiai játékok egyik részt vevő nemzete volt. Az országot az olimpián 4 sportágban 12 sportoló képviselte, akik érmet nem szereztek.

## Alpesisí
Női
| Versenyző         | Versenyszám      | 1. futam      | 1. futam      | 2. futam      | 2. futam      | Összesítés | Összesítés |
| Versenyző         | Versenyszám      | Idő           | Hely.         | Idő           | Hely.         | Idő        | Helyezés   |
| ----------------- | ---------------- | ------------- | ------------- | ------------- | ------------- | ---------- | ---------- |
| Mónica Bosch      | Műlesiklás       | 47,89         | 21.           | nem ért célba | nem ért célba | kiesett    | kiesett    |
| Ana Galindo       | Óriás-műlesiklás | nem ért célba | nem ért célba | kiesett       | kiesett       | kiesett    | kiesett    |
| Ainhoa Ibarra     | Óriás-műlesiklás | nem ért célba | nem ért célba | kiesett       | kiesett       | kiesett    | kiesett    |
| María José Rienda | Műlesiklás       | 47,73         | 18.           | 48,73         | 16.           | 1:36,46    | 14.        |
| María José Rienda | Óriás-műlesiklás | 1:21,57       | 15.           | 1:33,97       | 11.           | 2:55,54    | 12.        |

## Műkorcsolya
| Versenyző     | Versenyszám | Rövid program     | Rövid program | Rövid program | Kűr               | Kűr   | Kűr         | Összesítés         | Összesítés |
| Versenyző     | Versenyszám | Több. hely. száma | Hely.         | Hely. pont.   | Több. hely. száma | Hely. | Hely. pont. | Helyezési pontszám | Helyezés   |
| ------------- | ----------- | ----------------- | ------------- | ------------- | ----------------- | ----- | ----------- | ------------------ | ---------- |
| Marta Andrade | Női egyéni  | 5×24+             | 24.           | 12,0          | 7×22+             | 22.   | 22,0        | 34,0               | 22.        |

## Sífutás
Férfi
| Versenyző                                               | Versenyszám         | Eredmény      | Helyezés      |
| ------------------------------------------------------- | ------------------- | ------------- | ------------- |
| Álvaro Gijón                                            | 10 km               | 33:02,7       | 82.           |
| Álvaro Gijón                                            | 15 km üldözőverseny | 49:49,2       | 62.           |
| Álvaro Gijón                                            | 50 km               | 2:20:24,7     | 42.           |
| Juan Jesús Gutiérrez                                    | 10 km               | 29:29,0       | 33.           |
| Juan Jesús Gutiérrez                                    | 15 km üldözőverseny | nem ért célba | nem ért célba |
| Juan Jesús Gutiérrez                                    | 50 km               | nem ért célba | nem ért célba |
| Jordi Ribó                                              | 10 km               | 30:45,0       | 54.           |
| Jordi Ribó                                              | 15 km üldözőverseny | 47:27,3       | 54.           |
| Jordi Ribó                                              | 50 km               | 2:16:04,8     | 25.           |
| Diego Ruiz                                              | 10 km               | 34:17,3       | 87.           |
| Diego Ruiz                                              | 15 km üldözőverseny | 51:09,2       | 65.           |
| Haritz Zunzunegui                                       | 50 km               | nem ért célba | nem ért célba |
| Jordi Ribó Diego Ruiz Juan Jesús Gutiérrez Álvaro Gijón | 4 × 10 km váltó     | 1:49:27,9     | 19.           |

## Snowboard
Halfpipe
| Versenyző       | Versenyszám | 1. selejtező | 1. selejtező | 2. selejtező | 2. selejtező | Döntő      | Döntő      | Döntő   | Helyezés |
| Versenyző       | Versenyszám | Pont         | Hely.        | Pont         | Hely.        | 1. forduló | 2. forduló | Össz.   | Helyezés |
| --------------- | ----------- | ------------ | ------------ | ------------ | ------------ | ---------- | ---------- | ------- | -------- |
| Sergio Bartrina | Férfi       | 27,5         | 33.          | 37,4         | 13.          | kiesett    | kiesett    | kiesett | 21.      |
| Íker Fernández  | Férfi       | 36,9         | 12.          | 37,9         | 11.          | kiesett    | kiesett    | kiesett | 19.      |